# Margatani (Jaya Loka)
Margatani is een bestuurslaag in het regentschap Musi Rawas van de provincie Zuid-Sumatra, Indonesië. Margatani telt 1460 inwoners (volkstelling 2010).